# Trichostomum clavinerve
Trichostomum clavinerve är en bladmossart som beskrevs av H. O. Whittier in H. O. Whittier och B. Whittier 1974. Trichostomum clavinerve ingår i släktet lansettmossor, och familjen Pottiaceae. Inga underarter finns listade i Catalogue of Life.